# Sabine
Sabine je žensko osebno ime.

## Izvor imena
Ime Sabine je različica ženskaga osebnega imena Sabina.

## Pogostost imena
Po podatkih Statističnega urada Republike Slovenije je bilo na dan 31. decembra 2007 v Sloveniji število ženskih oseb z imenom Sabine: 27.

## Osebni praznik
Osebe z imenom Sabine lahko godujejo takrat kot osebe z imenom Sabina.